# Andreas Kerschbaum
Andreas Kerschbaum (né le 5 mars 1874 à Borbath et mort le 21 avril 1933 à Nuremberg) est un agriculteur et homme politique allemand (DDP; DBP).

## Biographie
Kerschbaum est issu d'une famille protestante de Moyenne-Franconie. Après l'école primaire, il est formé comme agriculteur. De 1894 à 1896, il est dans l'armée. Puis il reprend son travail d'agriculteur dans sa patrie franconienne.
En 1912, Kerschbaum est élu au Reichstag en tant que candidat de la Fédération paysanne allemande (de) avec le soutien du Parti national-libéral dans la 6e circonscription de Moyenne-Franconie (Rothenburg ob der Tauber), à laquelle il appartient initialement jusqu'en 1918. Il doit sa victoire électorale notamment au soutien du SPD qui recommande à ses partisans de voter pour Kerschbaum au second tour des élections organisées en deuxième tour afin d'empêcher un candidat «noir et bleu» de l'emporter. En outre, Kerschbaum fait partie du conseil local de son pays d'origine et du comité du district agricole ainsi que des conseils d'administration de diverses coopératives agricoles et du syndicat des agriculteurs. D'août 1914 à Noël 1917, il participe à la Première Guerre mondiale en tant que vice-sergent dans le Landsturm. Pendant la guerre, Kerschbaum reçoit, entre autres, la Croix du mérite militaire bavaroise de 2e classe.
Après la fin de la guerre et la chute de la monarchie, Kerschbaum est élu à l'Assemblée nationale de Weimar en février 1919, maintenant membre du Parti démocrate allemand, pour la 26e circonscription (Haute, Moyenne et Basse-Franconie). À la suite de ses travaux à l'Assemblée nationale, il est membre du premier Reichstag de la République de Weimar de 1920 à mai 1924. En cela, il représente la 26e circonscription (Franconie). Après l'échec de sa candidature aux élections de mai 1924, Kerschbaum réussit à revenir au parlement sept mois plus tard en décembre de la même année en tant que membre de l'Association des agriculteurs bavarois, dans laquelle il représente désormais la 26e circonscription (Franconie).